# Clorit de sodiu
Cloritul de sodiu este un compus organic cu formula chimică NaClO2. Este o sare ce conține anion clorit și sodiu. Este utilizat pentru fabricarea hârtiei și ca dezinfectant.